# 더 기타하마
더 기타하마(일본어: ザ・キタハマ)는 일본 오사카에 위치한 마천루다.

## 같이 보기
- 일본의 마천루 목록
- 오사카부의 마천루 목록